# Loch nan Uan
Loch nan Uan is een loch op Isle of Skye in Schotland. Het heeft een oppervlakte van 0,06 km² en ligt op een hoogte van 170 meter. Het water van het meer komt uit de bergen en gaat door het meer naar de Huisgill Burn.